# Замороженный хлеб

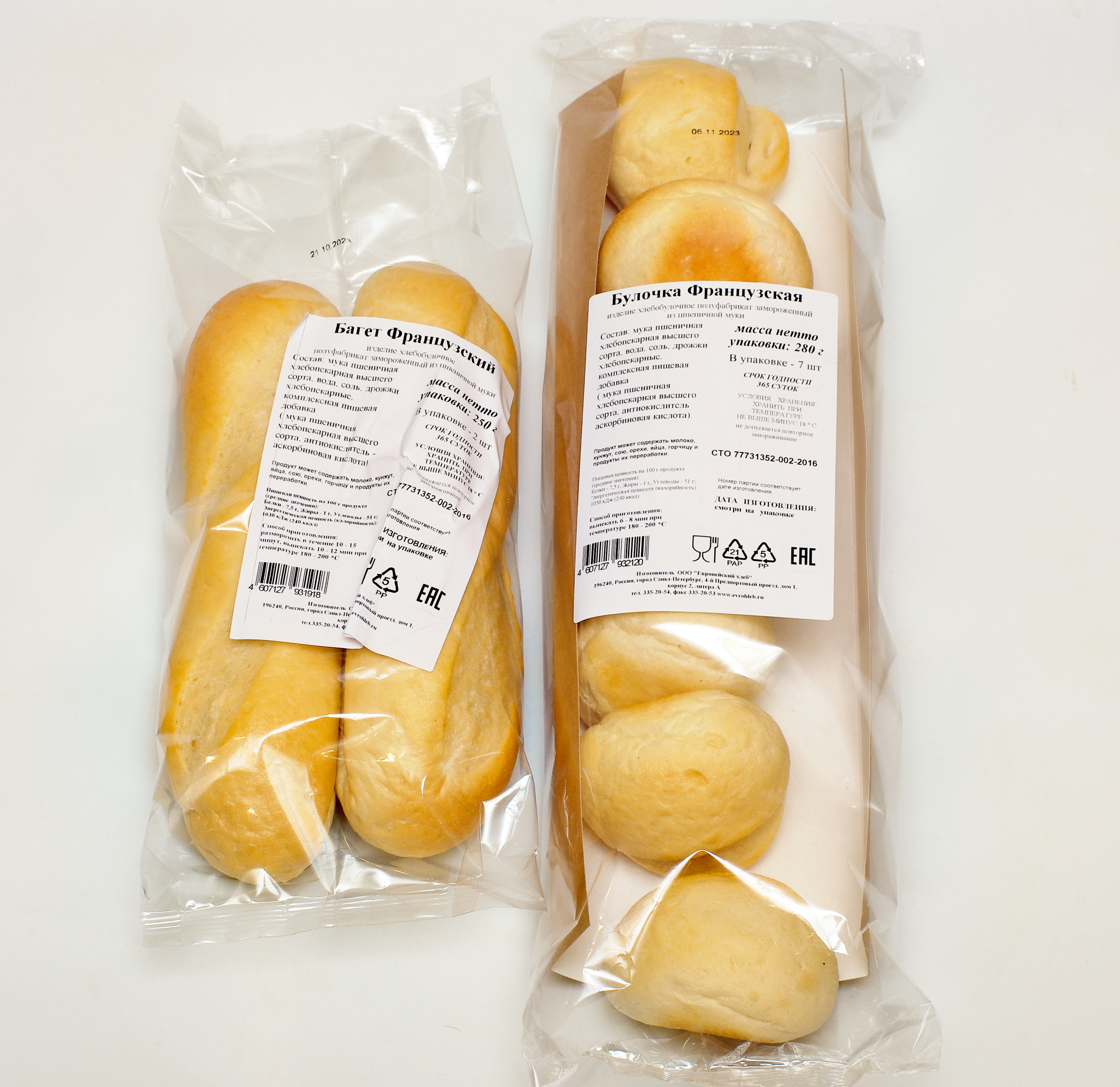
Замороженные полуфабрикаты

Замороженный хлеб — хлебный полуфабрикат, используемый в магазинах, ресторанах или кафе.
Способы заморозки и приготовления:
- хлеб выпекают до готовности примерно на 80 % и подвергают заморозке до −35 °C. Затем упаковывают при 0 °C и помещают для хранения в холодильник (−18 °C). Для доготовки оттаивают в течение 10—15 минут при комнатной температуре, помещают в пароконвектомат на 10—30 минут (время зависит от объёма) где хлеб приходит в окончательную готовность;
- хлеб замораживают сырым, без частичной выпечки. При приготовлении оттаивают в течение 30 минут, затем помещают в расстоечный шкаф на 2—4 часа, где он «подходит» при температуре 20—25 °C и влажности 70—75 %, после чего выпекают около 10—30 минут в пароконвектомате. Для сохранения качества применяется метод шоковой заморозки.